# Arâches-la-Frasse
Arâches-la-Frasse é uma comuna francesa na região administrativa de Auvérnia-Ródano-Alpes, no departamento de Alta Saboia. Estende-se por uma área de 37,69 km². Em 2010 a comuna tinha 1 935 habitantes (densidade: 51,3 hab./km²).